# Ngamring
Ngamring lub Angren (tyb. ངམ་རིང་རྫོང, Wylie: ngam ring rdzong, ZWPY: Ngamring Zong; chiń. upr. 昂仁县; pinyin Ángrén Xiàn) – powiat w południowej części Tybetańskiego Regionu Autonomicznego, w prefekturze Xigazê. W 1999 roku powiat liczył 45 293 mieszkańców.